# Konstantin Konstantinovič Neupokoev
Konstantin Konstantinovič Neupokoev (in russo Константин Константинович Неупокоев?; San Pietroburgo, 11 settembre 1884 – Pietrogrado, 19 gennaio 1924) è stato un navigatore, idrografo, esploratore dell'Artide russo e sovietico.
Ufficiale di Marina, partecipante al primo viaggio in assoluto da est a ovest lungo la rotta artica. Uno dei promotori della rinascita della spedizione idrografica in epoca sovietica. Capo del dipartimento per la sicurezza della navigazione siberiana.

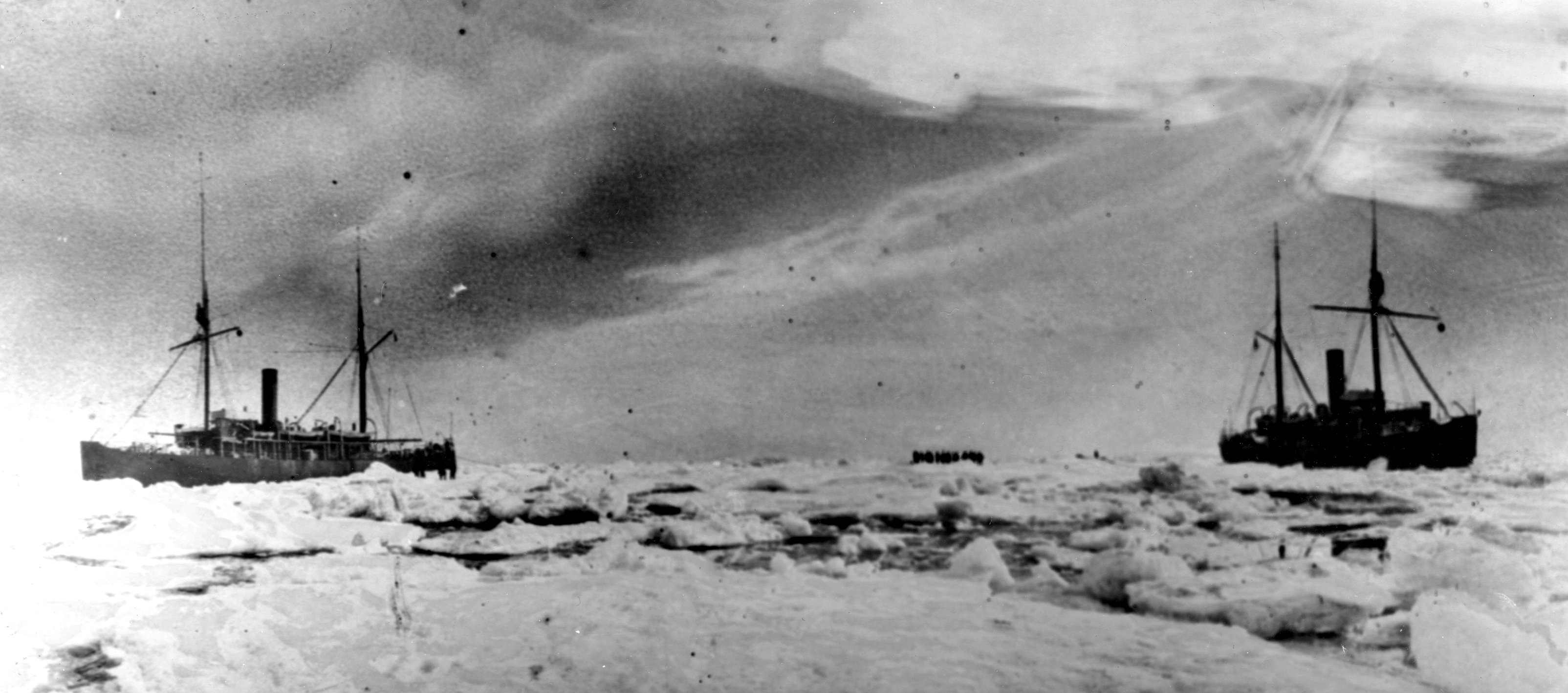
I rompighiaccio Vajgač e Tajmyr dell'esplorazione idrografica 1910-1915

## Biografia
Entrato nel 1899 nel Corpo dei cadetti della marina a San Pietroburgo e completato gli studi con successo, nel 1905 fu promosso guardiamarina (mičman) e inviato a prestare servizio in Estremo Oriente, dove era ancora in corso la guerra russo-giapponese, sulla nave da trasporto Šilka a fare rilevamenti della costa orientale della Kamčatka.
Nel 1910 si unì alla neo-varata Esplorazione Idrografica dell'Oceano Artico come assistente del capo spedizione e navigatore senior della rompighiaccio Vajgač e fu uno dei pochi che rimase sulla nave per l’intera durata della spedizione, fino al 1915. Fu tra i primi ad avvistare l'arcipelago Severnaja Zemlja (nel settembre 1913). Partecipò alla scoperta dello stretto di Vil'kickij e dell'isola di Vil'kickij, delle isole Malyj Tajmyr, Starokadomskij e Novopašennyj (dal 1926 Isola di Žochov).
Nel 1919 compì un viaggio su cinque piccole navi idrografiche (di cui due normali rimorchiatori fluviali) dal Mar Bianco alle foci dell'Ob' e dello Enisej. Nel 1920 e 1921 fu capo del distaccamento Idrografico alle foci di detti fiumi. Nel 1922 fu nominato a Omsk capo della direzione per garantire la sicurezza della navigazione nel mare di Kara e negli estuari dei fiumi siberiani (Убеко-Сибири). Nello stesso anno guidò la nave idrografica Metel' da Pietrogrado intorno alla Scandinavia, lungo il mare di Kara fino allo Enisej.
Morì il 19 gennaio 1924 per avvelenamento del sangue in seguito a un'appendicectomia e fu sepolto nel cimitero Šuvalovskoe a Pietrogrado.

## Luoghi dedicati
- Isola di Neupokoev, nel mare di Kara. Neupokoev ne stabilì la posizione insulare nel 1921. La denominazione fu fatta dall'Ufficio Idrografico negli anni Trenta.
- Capo Neupokoev (мыс Неупокоева), l'estremo punto sud-ovest dell'isola Bolscevica.
- Baia di Neupokoev (залив Неупокоева) sulla costa orientale dell'isola Severnyj (Novaja Zemlja) tra i golfi di Rusanov e di Sedov (74°49′04″N 60°15′54″E). Intitolata nel 1925 dalla spedizione dell'Istituto per gli studi del nord sulla nave Ėl'ding.
- Baia di Neupokoev (бухта Неупокоева) sull'isola Preobraženija nel mare di Laptev. Nominata nel 1914 dalla spedizione idrografica dell'Oceano Artico.
- Nave idrografica Neupokoev, nominata nel 1924.